# Titularbistum Comba
Comba ist ein Titularbistum der römisch-katholischen Kirche.
Es geht zurück auf einen untergegangenen Bischofssitz in der antiken Stadt Komba, die in der Landschaft Lykien im Südwesten Kleinasiens lag. Der Bischofssitz war der Kirchenprovinz Myra zugeordnet. 
| Titularbischöfe von Comba |                                                  |                                                            |                   |                   |
| Nr.                       | Name                                             | Amt                                                        | von               | bis               |
| 1                         | Tarcisius Henricus Josephus van Valenberg OFMCap | Apostolischer Vikar von Niederländisch Borneo (Indonesien) | 10. Dezember 1934 | 18. Dezember 1984 |